# Travnik (Loški Potok)
Travnik is een plaats in Slovenië en maakt deel uit van de gemeente Loški Potok in de NUTS-3-regio Jugovzhodna Slovenija. De plaats telde 268 inwoners op 1 januari 2020.